# Hajji Fîruz
Hajji Fîruz eller Hajji Piruz er Nowruz' traditionelle forårsbebuder.
Han er en karakter med ansigtet malet sort, klædt i rødt tøj og bærer filthat.
Han spiller på en tamburin og synger haji firuze, sali ye ruze (Det er Hajji Firuz tid, det sker en gang om året).
Folk af alle aldre samler sig rundt om ham og hans trup med musikere og lytter til dem, der spiller tromme, saz og kamancheh.
| Kultur | Spire Denne artikel om kultur er en spire som bør udbygges. Du er velkommen til at hjælpe Wikipedia ved at udvide den. |